# الأداء المصغر
الأداء المصغر معاملة مالية تكون بتسديد مبلغ صغير جدا من المال وكثيرا ما يكون ذلك في الإنترنت.